# Topacio Fresh
Topacio Fresh  (Rosario, Argentina, 26 de diciembre de 1973) es una cantante, actriz, bailarina, galerista de arte y activista transexual argentina afincada en España desde 2002. Es conocida por su participación como bailarina del grupo Fangoria, por sus galerías de arte en Madrid y por su trabajo como actriz en la película Las brujas de Zugarramurdi.

## Biografía
Nació el 26 de diciembre de 1973. Desde muy joven se interesa de manera autodidacta en el arte contemporáneo, realizando cursos y seminarios enfocados sobre todo al videoarte, la crítica de obra y la “performance”.
Su relación con España empieza en 2002, donde es elegida para participar en un intercambio cultural argentino-español en el que interviene el centro de arte EGO y la Universidad Laboral de Gijón. Más tarde es seleccionada para participar en la exposición internacional llamada “Globos Sonda” realizada en el MUSAC (Museo Contemporáneo de Castilla y León) bajo la dirección de Rafael Doctor.
A partir de ese momento comienza su colaboración con el grupo musical español “Fangoria”, primeramente para participar en el vídeo dirigido por Martín Sastre “La mano en el fuego” y posteriormente para ser performance del grupo formado por Alaska y Nacho Canut. 
En 2008, junto con su marido, Israel Cotes, emprende su nuevo proyecto, la apertura de un nuevo espacio galerístico en Madrid: La Fresh Gallery, asignándose el papel de socia y directora artística. Realiza las primeras exposiciones de artistas jóvenes, como Alberto de las Heras o Nacho Torra, y consigue que artistas ya consagrados participen por primera vez en el circuito galerístico, como es el caso de Juan Gatti (artista gráfico que ha trabajado con Pedro Almodóvar o Álex de la Iglesia) o Fabio McNamara.
Actualmente se considera La Fresh Gallery como un centro neurálgico de reunión de artistas, músicos, cineastas, “celebrities” y personajes representativos del mundo cultural y del “entertainment” español, convirtiendo en todo un evento social sus ya famosas inauguraciones.
Uno de sus trabajos de comisariado ha sido el de la exposición "BIG" (2014), conmemorativa del 5º aniversario de La Fresh Gallery, donde ha reunido a los artistas: Juan Gatti, Fabio McNamara, Gorka Postigo, Rubenimichi, Alberto de las Heras, Gabriela Bettini, Nacho Torra y Brian Kenny. Siendo una de las exposiciones más visitadas del circuito galerístico nacional.
Compaginando su faceta de galerista comienza a colaborar activamente en varios programas de televisión y medios gráficos, siendo el punto de partida el “docureality” emitido por la cadena MTV, “Alaska y Mario”, y apariciones puntuales en el cine, como en la película de Álex de la Iglesia (Las brujas de Zugarramurdi) dónde interpreta a una bruja en un pequeño cameo.

## Premios
En 2015 COGAM le otorga el premio Triángulo de Cultura por el extraordinario trabajo que desarrolla, aportando al panorama artístico madrileño frescura y originalidad, así como discurso LGTB y "Queer" en una buena parte de sus exposiciones.
En 2014, la asociación AET TRANSEXUALIA y la Comunidad de Madrid premian a Topacio Fresh en reconocimiento por su ejemplo de integración personal y social.
En 2013 le otorgan el premio Baeza Diversa en Proyección Cultural.
En 2012 recibe el premio Shangay a la mejor galerista.
Elegida en varias ocasiones como una de las 50 personas más influyentes del mundo LGTB por el diario El Mundo.

## Filmografía

### Películas
- Las brujas de Zugarramurdi (2013), de Álex de la Iglesia.
- Dolor y gloria (2019), de Pedro Almodóvar.

### Series de televisión
| Series de televisión | Series de televisión   | Series de televisión    | Series de televisión | Series de televisión |
| Año                  | Título                 | Cadena                  | Personaje            | Episodios            |
| -------------------- | ---------------------- | ----------------------- | -------------------- | -------------------- |
| 2011 - 2018          | Alaska y Mario         | MTV / Paramount Network | Ella misma           | 25 episodios         |
| 2016 - 2019          | Paquita Salas          | Flooxer / Netflix       | Topacio              | 2 episodios          |
| 2018                 | Looser                 | Flooxer                 | Galerista sicaria    | 1 episodio           |
| 2020                 | Veneno                 | Atresplayer Premium     | Mujer de Paco        | 1 episodio           |
| 2024                 | MasterChef Celebrity 9 | La 1                    | Concursante          |                      |

## Música
- 2006: El extraño viaje (Fangoria)
- 2007: Leopardo No Viaja (Leopardo No Viaja)